# Política de los Tres Todos
La Política de los Tres Todos (en japonés: 三光作戦, Sankō Sakusen; en chino, 三光政策; pinyin, Sānguāng Zhèngcè) fue una política de tierra quemada adoptada por el Ejército Imperial Japonés en China durante la Segunda Guerra Mundial, en donde los tres "todos" siginificaban "matar todo, saquear todo, destruir todo". (en japonés: すべてを殺す、すべてを燃やす、すべてを略奪; en chino tradicional, 殺光、燒光、搶光). Esta política fue designada como una respuesta a la Ofensiva de los Cien Regimientos en diciembre de 1940. Los documentos contemporáneos japoneses se refieren a la política como "La Estrategia de Quemar Hasta las Cenizas" (燼滅作戦 Jinmetsu Sakusen?).
La expresión "Sankō Sakusen" fue popularizada por primera vez en Japón en 1957, cuando exsoldados japoneses liberados del centro de detención de criminales de guerra de Fushun escribieron un libro titulado Los Tres Todos: Confesiones Japonesas de los Crímenes de Guerra en China. (en japonés: 三光、日本人の中国における戦争犯罪の告白, Sankō, Nihonjin no Chūgoku ni okeru sensō hanzai no kokuhaku) (nueva edición: Kanki Haruo, 1979), en el cual los veteranos japoneses confesaron los crímenes de guerra cometidos bajo el mando del general Yasuji Okamura. Los distribuidores del libro se vieron obligados a detener la publicación del mismo luego de recibir amenazas de muerte por parte de militaristas y ultranacionalistas japoneses.

## Descripción

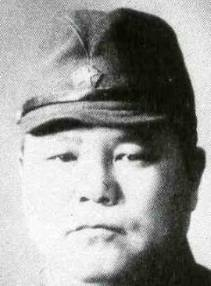
General Ryūkichi Tanaka, muerto en 1972.

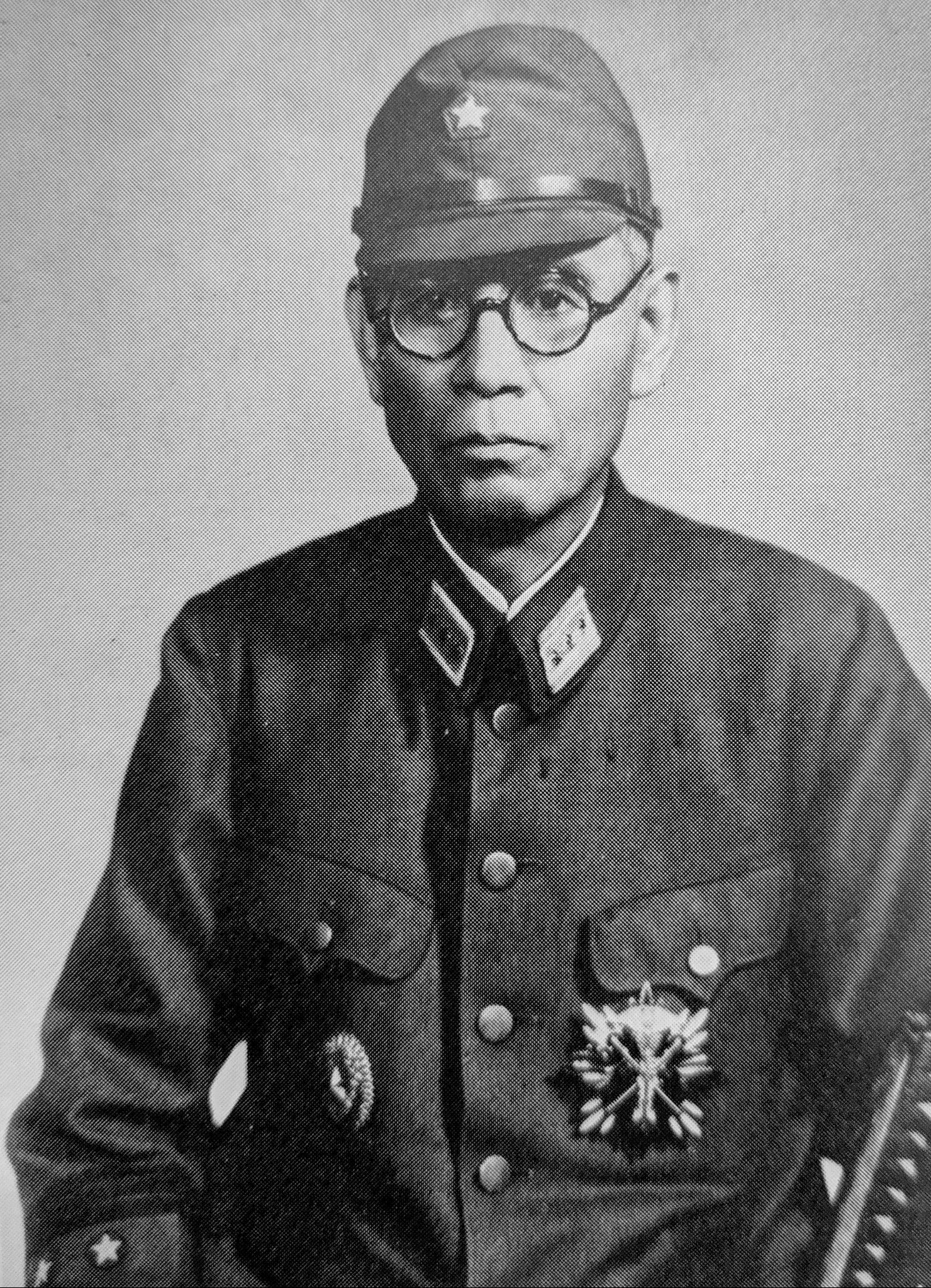
General Yasuji Okamura, muerto en 1966.

Según el historiador y sociólogo Herbert Bix, el prototipo de la política Sankō Sakusen fueron las "campañas de aniquilación" llevadas a cabo a fines de 1938 por el Ejército Zonal del norte de China para "pacificar" la provincia de Hebei, que era un foco de resistencia guerrillera. El emperador Hirohito aprobó la "campaña de aniquilación" en una orden firmada el 2 de diciembre de 1938. El Ejército Imperial Japonés siempre vio al Ejército Nacional Revolucionario y a otras fuerzas leales al régimen del Kuomintang como sus principales enemigos en China y tendía a ignorar a las fuerzas comunistas, por lo que a mediados de la década de 1940 los comunistas controlaban vastas zonas rurales de China, gobernando sobre millones de personas. En agosto de 1940, el Octavo Ejército de Ruta (creado a partir del Ejército Rojo Chino) lanzó la Ofensiva de los Cien Regimientos contra puentes, ferrocarriles, minas, fortificaciones y líneas telefónicas en el norte de China, causando grandes estragos. En respuesta a esta ofensiva, el General Ryūkichi Tanaka ideó un plan para la "aniquilación total" de las bases zonales comunistas para que "el enemigo nunca vuelva a usarlas otra vez".
Iniciada en 1940 por el Mayor General Ryūkichi Tanaka, la Sankō Sakusen fue implementada con toda su fuerza en 1942 al norte de China por el General Yasuji Okamura, quien dividió el territorio de cinco provincias (Hebei, Shandong, Shensi, Shanhsi, Chahaer) en áreas "pacificadas", "semi-pacificadas" y "no pacificadas". La aprobación de la política fue dada por el Cuartel General Imperial Orden Número 575 el 3 de diciembre de 1941. La estrategia de Okamura incluía la quema de aldeas, la confiscación de grano y la movilización de campesinos para la construcción de viviendas colectivas. También se centraba en la excavación de vastas líneas de trincheras y la construcción de miles de fosas y murallas, torres de vigilancia y caminos. Estas operaciones estaban orientadas a la destrucción de los "enemigos que pretendían ser residentes locales" y "todos los hombres entre las edades de quince y sesenta años que sospechábamos eran enemigos".
En un estudio publicado en 1996, el historiador Mitsuyoshi Himeta argumenta que la Política de los Tres Todos, apoyada por el mismo Emperador Hirohito, fue directa e indirectamente responsable de las muertes de "más de 2,7 millones" de civiles chinos. Sus obras y las de Akira Fujiwara sobre los detalles de la operación fueron comentados por Herbert P. Bix en su libro ganador del Premio Pulitzer, Hirohito and the Making of Modern Japan, que indica que la Sankō Sakusen superó con creces a la Masacre de Nankín no solo en números, sino que también en brutalidad: "Estas operaciones militares causaron muerte y sufrimiento a una escala incomparablemente mayor a la orgía de asesinatos aleatorios en Nankín, que posteriormente simbolizó la guerra". Los efectos de la estrategia japonesa fueron exacerbados aún más por las tácticas militares chinas, que incluían el ocultar a fuerzas militares vestidas de civil, o el uso de civiles para disuadir a las tropas japonesas de sus ataques. En algunos lugares, también se alegó que se utilizaron armas químicas en contra de los civiles chinos.

## Controversia y disputa
Al igual que muchos aspectos de la historia de Japón en la Segunda Guerra Mundial, la naturaleza y la extensión de la Política de los Tres Todos aún es un tema controversial. Debido a que el ahora bien conocido nombre para esta estrategia es chino, algunos grupos nacionalistas en Japón han negado su veracidad. El tema es en parte confundido con las tácticas de tierra quemada utilizadas por las fuerzas del gobierno del Kuomintang varias zonas del centro y norte de China, tanto en contra de los invasores japoneses como en áreas rurales de China que apoyaban al Partido Comunista de China. Conocida en Japón como la "Estrategia de Campo Limpio" (清野作戦 Seiya Sakusen?), los soldados chinos destruían las casas y cultivos de sus propios civiles para poder eliminar cualquier posible suministro o albergue que pueda ser utilizado por las sobre-extendidas tropas japonesas. No obstante, todos los historiadores están de acuerdo en que las tropas imperiales japonesas cometieron crímenes de guerra en forma indiscriminada en contra del pueblo chino, citando una amplia lista de evidencias, literatura y documentos.

## En la cultura popular
La película The Children of Huang Shi, que trata la invasión japonesa entre 1938 y 1945, cubre parte de la sankō sakusen.